# 氷川神社 (足立区江北)
氷川神社（ひかわじんじゃ）は、東京都足立区の神社。地名を冠して江北氷川神社（こうほくひかわじんじゃ）とも称される。

## 歴史
創建年代は不明である。ただ1699年（元禄12年）に奉納された手水石があることから、少なくとも江戸時代初期には既に存在していたと推測される。
明治以降の近代社格制度では村社に列せられ、旧江北村の総鎮守となっていた。旧江北村の児童は当社近くの江北小学校に通っていたことから、江北小学校の卒業生にとって、当社は思い出深い場所となっていた
本殿は1833年（天保4年）に、拝殿は1875年（明治8年）に再建されている。1984年（昭和59年）には「昭和の大改修工事」が行われている。

## 境内神社
- 諏訪神社

## 文化財
- 庚申塔（元禄十二年銘）1基（足立区登録有形文化財 平成17年度登録）[3]

## 交通アクセス
東京都交通局日暮里・舎人ライナー江北駅より徒歩12分。